# Битва при Брашове (1916)
Би́тва при Бра́шове (рум. Bătălia de la Braşov) или Битва при Кронштадте — последнее крупное сражение операции в Трансильвании во время Первой мировой войны, происходившее с 5 по 9 октября 1916 года между войсками Центральных держав (Германская империя и Австро-Венгрия) с одной стороны, и румынскими войсками, с другой.

## Предыстория
27 августа 1916 года Румыния объявила войну Австро-Венгрии и через два дня захватила принадлежавший её город Кронштадт (совр. румынский Брашов). 
Командование австро-германскими войсками в Трансильвании было поручено германскому фельдмаршалу Эриху фон Фалькенхайну, бывшему начальнику генерального штаба. План Фалькенхайна заключался в том, чтобы, вначале разбить войска румынской 1-й армии, находившиеся в районе Германштадта и заставить их отступить из Трансильвании, после чего перенести удар на две другие румынские армии. 
В конце сентября Центральные державы начали контрнаступление в Трансильвании и одержали победу под Германштадтом. После победы австро-германское командование начало контрнаступление против 2-й румынской армии, к середине сентября сократившейся вдвое, так как три дивизии были перенаправлены в другие места. Армия была вынуждена отступать, сражаясь на последовательных линиях, и потеряла всю территорию между Мурешем и Олтом. В начале октября войска 2-й армии попытались контратаковать немецкую 89-ю пехотную дивизию, но затем стали отступать к Кронштадту и остановились на линии к западу от города на западных склонах Першанских гор в лесу, известном как Гейстервальд. Поздно вечером 4 октября немцы достигли линии обороны румын.

## Ход боёв
Рано утром 5 октября немецкая артиллерия открыла огонь по Гейстервальду, затем в атаку вверх по крутому склону пошла пехота. Румынская контратака отбила немцев. Ближе к полудню немецкие орудия вновь обстреляли румынские укрепления. Три румынские контратаки были отбиты. Во второй половине дня, после артобстрела румынских позиций, немцы вновь штурмовали высоты, на этот раз не встретив никакого сопротивления. Румыны в панике бежали, оставив 48 орудий. К ночи Гайстервальд был занят и оборонительная линия 2-й румынской армии была прорвана.
7 октября начались бои за Кронштадт. После обстрела артиллерией части 187-й пехотной дивизии (два полка) проникли в северную часть города, где столкнулись с сопротивлением румын, неоднократно отбивая их контратаки. Бои продолжались до  ночи. 
Рано утром 8 октября 51-я венгерская пехотная дивизия выдвинулась в поддержку 187-й пехотной дивизии и атаковала высоты, которые господствовали над западной и северной частями Кронштадта. Она рассеяла несколько румынских батальонов. Около 3 часов дня с севера прибыла 89-я дивизия генерала Курта фон Моргена и также атаковала румын, оборонявших деревню Баркасентпетер.
К концу дня румынскому командованию стало ясно, что Кронштадт не удастся удержать, и войскам было приказано отступить; за ними последовал арьергард. Немцы всю ночь обстреливали отступавших пулеметным огнем. Рано утром 9 октября победители вошли в город. Немцы захватили 1175 пленных и 25 артиллерийских орудий. 